# Conservatoire à rayonnement régional d'Aix-en-Provence
Le conservatoire à rayonnement régional d'Aix-en-Provence est un conservatoire à rayonnement régional. Il est agréé et contrôlé par l'État (direction générale de la Création artistique du ministère de la Culture) ainsi que représenté par la direction régionale des Affaires culturelles.
Il propose les spécialités de musique, chorégraphie et art dramatique et est implanté à Aix-en-Provence.
Le conservatoire, classé depuis son ouverture en 1884 dans la catégorie des écoles nationales de musique et de danse, est depuis 2017 un conservatoire à rayonnement régional. Il porte depuis 1972 le nom du grand compositeur aixois Darius Milhaud.

## Bâtiment
Le conservatoire Darius Milhaud se trouve dans un bâtiment qui se déploie sur une surface de 7 400 m2, avec un auditorium de 500 places. Cette réalisation est signée de l'architecte japonais Kengo Kuma, avec son étonnante façade en panneaux d’aluminium anodisé disposés en origami,,.
Il fait partie d'un grand ensemble de 5 bâtiments qui composent le « Forum culturel d'Aix-en-Provence » qui prolongent les Allées Provençales. Celui-ci comprend les créations architecturales suivantes : le Conservatoire Darius Milhaud, le Grand Théâtre de Provence (GTP), le Pavillon Noir (consacré à la danse), la Cité du Livre et les deux Murs (mur d'eau et mur végétal).

## Directeurs successifs
- Pierre Villette - 1966 à 1990
- Michel Camatte - 1990 à 2012
- Jean-Philippe Dambreville - 2012 à 2022
- Michel Durand-Mabire - depuis 2022